# ナウエリート
ナウエリート（Nahuelito）は、UMAの一種。アルゼンチンのナウエル・ウアピ湖に棲息しているといわれ、南米版ネッシー、パタゴニアのプレシオサウルスとも呼ばれている。

## 特徴
- 棲息地・目撃場所：アルゼンチン南部のパタゴニア・バリローチェのナウエル・ウアピ湖
- 体長(推定)：5-40m
- 外見は首が細長く、頭部は小さく、大蛇を思わせる姿。背部にはコブ、またヒレを持つといわれている。
- 体長や行動、形状等がネッシーと酷似している。
- アルゼンチンでは知名度が高く、旧1ペソ札には湖面から首を出しているナウエリートが描かれていた[1]。

## 解説
- 1897年、地元住民がナウエリートを目撃[1]。
- 1910年、ジョージ・ギャレットが湖畔から数100m離れた所にいるナウエリートを発見。体長5-7m。水面から2mの高さに首を出していた。
- 2006年4月17日、アルゼンチンのサンカルロス・デ・バリローチェにあるエル・コルディレラーノという新聞社に匿名希望の男性からナウエリートの写真が3枚送られてきた[1]。その写真は新聞に掲載されたが、新聞社は「真偽の判断は任せます」と断り書きをした。

## 正体
- プレシオサウルスの生き残り説[2]。
- 「イルカに姿が似ている」といわれているイクチオサウルス説[2]。
- 1950年代の核実験により生まれた突然変異説。